# 北条鉄道フラワ2000形気動車
北条鉄道フラワ2000形気動車（ほうじょうてつどうフラワ2000がたきどうしゃ）は、1999年（平成11年）から製造された、北条鉄道の鉄道車両（気動車）である。

## 概要
1985年4月の北条鉄道開業に当たって製造された、二軸式LE-Carフラワ1985形の老朽化にともなう代替車として、1999年（平成11年）から富士重工業で製造された車体長18m級のLE-DCである。
形式の「フラワ」は沿線の加西市にある兵庫県立フラワーセンターに、「2000」は営業運転開始の西暦2000年にそれぞれ由来する。同時期に製造された三木鉄道ミキ300形と樽見鉄道ハイモ295-310形・樽見鉄道ハイモ295-510形とは基本構造・性能がほぼ同一である。
2000年（平成12年）にフラワ2000-1が運用を開始し、2001年（平成13年）にはフラワ2000-2が新製増備された。
2008年（平成20年）には三木鉄道から路線廃止によって不要となったミキ300-104を譲受し、フラワ2000-3に編入して2009年（平成21年）4月より運用を開始した。

## 構造

### 車体
車体は長さ18m級の両運転台式普通鋼製で、車両両端に片側2カ所の片開き式引き戸を設置し、扉間には上段固定下段上昇窓が6か所に設けられている。前面形状は左右にパノラミック・ウィンドウ、中央に貫通扉を持ち、両側前面窓下に前照灯と尾灯を、左上部に「ワンマン」表示を、右上部に方向幕を設置した。
なお、方向幕はフラワ2000-1のみ「粟生⇔北条町」と登場時のままになっており、フラワ2000-2, 3は2009年度の取替えにより「北条町⇔粟生」になっている。
塗色は、フラワ2000-1が加西市の市花「サルビア」をテーマにピンクの車体で扉が黄色、フラワ2000-2が「星」をテーマに紫の車体で扉が水色に塗られている。フラワ2000-3については、三木鉄道時代のまま白地に赤帯、車体裾を青色としているが、車両検査に合わせ2012年（平成24年）2月でこの塗色での運行を終了し、同年3月20日からは小野市の市花「ヒマワリ」をテーマに緑の車体で扉が黄緑、加西市のマスコット「ねっぴー」を配したデザインとなっている。

### 車内
ワンマン運転に対応した構造になっている。座席は、フラワ2000-1・3はセミクロスシートで、フラワ2000-2はロングシートである。
車内にトイレは設置されていないが、乗降口付近には、優先席と車椅子スペースが設けられている。ワンマン運転に対応するため運転室付近に運賃箱、整理券発行機、運賃表示器を設置している。
以前は北条線からJR西日本加古川線と神戸電鉄粟生線への乗り継ぎ利用客のため、粟生駅の乗車駅証明書発行機も備えられていたが、車両検査に合わせ現在は撤去されている。

### 運用
運用は近隣高校にあわせて運用されているため、夏休み、冬休みなど、主に長期休業中以外の朝は2両で運用されている。このため朝に2両運用がある日は毎日使用される車両が変わる。なお、近隣高校等が長期休業中の期間は、車両が1 - 3日単位で変わっている。